# Ike Diogu
Ikechukwu Somtochukwu Diogu (Buffalo, Nova Iorque, 11 de setembro de 1983), conhecido simplesmente como Ike Diogu, é um basquetebolista profissional nigeriano que atualmente defende o Guangdong Southern Tigers na Chinese Basketball Association (CBA), uma liga de basquetebol chinesa.

## Seleção
Diogu integrou a Seleção Nigeriana de Basquetebol, em Londres 2012, que terminou na décima colocação.
Ike Diogu foi convocado para defender a seleção nigeriana no Afrobasket de 2015 disputado em Radès, Tunísia. Na ocasião a Nigéria conquistou seu primeiro título na competição continental, de quebra a vaga para o Torneio Olímpico de Basquetebol nos Jogos Olímpicos de 2016 no Rio de Janeiro.